# Wycinka Wolska
Wycinka Wolska [pronunciación en polaco: /vɨˈt͡ɕiŋka ˈvɔlska/] es un pueblo ubicado en el distrito administrativo de Gmina Kowiesy, dentro del condado de Skierniewice, Voivodato de Łódź, en el centro de Polonia. Se encuentra a unos 3 kilómetros al norte de Kowiesy, a 20 kilómetros al este de Skierniewice, y a 67 kilómetros al este de la capital regional Łódź.